# Liste der Bodendenkmale in Elstra
In der Liste der Bodendenkmale in Elstra sind die Bodendenkmale der Stadt Elstra und ihrer Ortsteile nach dem Stand der Auflistung von Harald Quietzsch und Heinz Jacob aus dem Jahr 1982 aufgelistet. Eventuelle Änderungen und Ergänzungen, insbesondere aus der Zeit nach der Wende, sind nicht berücksichtigt, da für Sachsen aktuell keine neueren allgemein zugänglichen Bodendenkmallisten vorliegen. Die Baudenkmale sind in der Liste der Kulturdenkmale in Elstra aufgeführt.
| Denkmal-ID | Fundart            | Ortsteil  | Bezeichnung               | Zeitstellung | Lage                                                                            | Bemerkungen | Bild |
| ---------- | ------------------ | --------- | ------------------------- | ------------ | ------------------------------------------------------------------------------- | --- | ---- |
| ?          | Befestigung > Burg | Boderitz  | Wasserburg                | Mittelalter  | Gutsbereich südlich des Dorfwegs                                                | überbaut, trockengelegter Graben teilweise erhalten, Schutz seit 23. März 1935, erneuert 12. November 1956                   |      |
| ?          | Befestigung > Burg | Ossel     | Wehranlage „Kälberberg“   | Mittelalter  | nordwestlich des Orts auf dem Gipfel des Kälberbergs                            | Befestigung in Gipfellage mit ringförmig gedachtem Wallzug und Gräben, Schutz seit 4. Juni 1937, erneuert 5. März 1962       |      |
| ?          | Befestigung > Burg | Prietitz  | Wehranlage „Georgenberg“  | Slawenzeit   | östlicher Ortsteil, östlich der Elsterniederung                                 | Prietitzer Schanze. Spornbefestigung mit ringförmig gedachtem Wallzug, Schutz seit 13. Dezember 1937, erneuert 23. Juli 1955 |      |
| ?          | Befestigung > Burg | Prietitz  | Wehranlage „Alte Schanze“ | Mittelalter  | südwestlich des Orts, südöstlich von Wohla, am Feldweg südlich des Hänelwassers | Viereckwall in Niederungslage mit Vorstau, Schutz seit 13. Dezember 1937, erneuert 12. November 1956                         |      |
| ?          | Befestigung > Burg | Rehnsdorf | Turmhügelburg „Burgstall“ | Mittelalter  | südsüdwestlich des Orts im Wald, am Weg zum Hochstein                           | durch Grabenaushug aus dem Hang herausgeformt, Schutz seit 21. Februar 1938, erneuert 12. November 1956                      |      |